# Anita Gratzer
Anita Gratzer (* 25. November 1978 in Linz) ist eine österreichische Fotografin. Ende der 1990er Jahre erlangte Gratzer Bekanntheit durch ihre fotografische Serie „Human Time Anatomy“, die an der Charité in Berlin, dem Narrenturm in Wien und am Anatomischen Museum der Jagiellonian Universität in Krakau entstand. Betreut von Thomas Macho wurden Teile der Arbeit im Ars Electronica Center gezeigt und vom Philosophen Peter Sloterdijk im Buch Sphären und Blasen publiziert.

## Leben und Werk
Nach ihrer Fotografenlehre begann sie ein Studium an der Kunstuniversität in Linz und lebte danach für drei Jahre in New York. 1999 fotografierte sie Jack Dracula kurz vor seinem Tod. Berühmtheit erlangte er 1961 durch eine Fotografie von Diane Arbus. Ab 2015 konzentrierte sie sich auf die Herstellung tragbarer Skulpturen aus antikem handgeschöpftem Papier. Beeinflusst von ihrer zweiten Heimat Japan interessiert sie sich für die Schnittstelle zwischen Kleidung und Architektur und dafür, wie kulturelle Codes unsere Identität prägen. Mit ausdrucksstarken Schneider- und Falttechniken verwandelt sie die Materialität der Schriften in tragbare Architektur, die dem Träger als Zufluchtsort dienen oder als Prothesen für Performances angepasst werden kann. Die historischen Schriften, die für die Papierkleidungsstücke verwendet werden, dienen in ihrer intrinsischen Materialität und sprachlichen Essenz als Medium für kulturelle Kommentare und verkörpern Erzählungen und Bedeutungen, die über den ästhetischen Reiz hinausgehen. Mit der Schaffung dieser zarten Hüllen unterstreicht sie ihr Interesse am Konzept der Kleidung als Schutz- und Wahrnehmungsinstrument.
Seit 2015 wurde sie regelmäßig in künstlerische Residenzen eingeladen. Egon Schiele Art Centrum in Český Krumlov, Swatch Peace Art Hotel in Shanghai, Gachang Art Studio in Daegu Südkorea, Altes Spital in Solothurn Schweiz, Serlachius Residency in Mänttä Finnland, Mark Rothko Center in Daugvapils Litauen und Shiro Oni Studio in Onishi Japan.

## Werke in öffentlichen Sammlungen
- Stadt Linz Kulturabteilung, 2016:Carp - Analog Fotografie auf Leinwand 120x90
- Swatch Biel, 2018: Han Feng - Analog Fotografie auf Leinwand 90x60
- Kunstbeirat Stadt Linz, 2024: 12 Fotografien der Ausstellung Villa Karbach[3]
- Kunstsammlung des Landes Oberösterreich, 2025: Alex - Analog Fotografie auf Leinwand 140x90

## Ausstellungen (Auswahl)
- 2017: Thoughts Left Visible - Swatch Peace Art Hotel, Shanghai China
- 2017: Orifices - Gachang Art Center, Daegu Südkorea
- 2018: Lamentation of Oedipus - Mark Rothko Center, Daugvapils Latvia
- 2018: Persona - Künstlerhaus S11, Solothurn Switzerland
- 2019: Zeitgeist - Copper Leg, Tallinn Estonia
- 2020: Prosthetic Memories - Galerie zur Matze, Brig Schweiz
- 2020: Phenomena of Materialization - JapanRevisited202x, Tokyo & Ars Electronica
- 2021: The Faith of Distance - Serlachius Center, Mänttä Finnland
- 2021: 5th Paper Biennale - Museo Civico Palazzo Fogazzaro, Schio Italien
- 2021: WELCOME!10 anni di Swatch Art Peace Hotel[4] - MAXXI – Museo nazionale delle arti del XXI secolo
- 2022: Klartraum - Serlachius Center, Mänttä Finnland
- 2023: Glöckler - Nakanojo Biennale Japan
- 2024: Villa Karbach - Salzkammergut 2024 Europäische Kulturhauptstadt
- 2025: Changing Rituals - Nakanojo Biennale Japan